# Hirvijärvi (sjö i Nyslott, Södra Savolax)
Hirvijärvi är en sjö i kommunen Nyslott i landskapet Södra Savolax i Finland. Arean är 39 hektar och strandlinjen är 4,9 kilometer lång. Sjön  ingår i Vuoksens huvudavrinningsområde.   Den ligger omkring 100 kilometer öster om S:t Michel och omkring 280 kilometer nordöst om Helsingfors. 